# دمقرطة التكنولوجيا
«دمقرطة التكنولوجيا» هي العملية التي يُصبح من خلالها الوصول إلى التكنولوجيا أكثر سهولة بالنسبة لعدد أكبر من الناس، أي من مجموعة مُختارة صغيرة من الناس إلى عامة الناس. مَكنت التقنيات الجديدة وتجارب المستخدمون المُحسنة، الأشخاص خارج الصناعة التقنية للوصول إلى المنتجات والخدمات التكنولوجية واستخدامها. وأصبح لدى المستهلكين على نطاق متزايد، قدرة أكبر على شراء واستخدام المنتجات المتطورة تكنولوجياً، فضلاً عن المشاركة بشكل هادف في تطوير هذه المنتجات. أدي الابتكار الصناعي وزيادة طلب المستخدم لمنتجات أكثر بأسعار أقل وأسهل في الاستخدام، لزيادة دمقرطة التكنولوجيا. تعتبر هذه العملية عملية مستمرة، بدأت مع ظهور الإنتاج الغزير وتزايدت بشكل كبير مع انتشار الرقمنة.
زعم توماس فريدمان أن عصر العولمة اتسم دمقرطة التكنولوجيا، ودمقرطة التمويل، ودمقرطة المعلومات. وكانت التكنولوجيا حاسمة في الحالتين الأخيرتين، إذ سهلت التوسع السريع في الوصول إلى المعرفة والأدوات المتخصصة، فضلاً عن تغيير الطريقة التي ينظر بها الناس إلى هذا الوصول ويطالبون به. ولكن الحجة المضادة لهذه النظرية هي أن هذه مجرد عملية «تضخيم» - حيث يمكن لعدد أكبر من الناس استخدام البنوك والتكنولوجيا، والحصول على المعلومات، ولكن هذا لا يعني أن هناك أي تأثير ديمقراطي أكبر على إنتاجها، أو أن هذه التضخيم يعزز الديمقراطية.

## تاريخ
كثيراً ما يستشهد العلماء والنقاد الاجتماعيون باختراع آلة الطباعة باعتباره اختراعًا رئيسيًا غيّر مجرى التاريخ. فلم تكن قوة المطبعة تكمن في تأثيرها على صناعة الطباعة أو المخترعين، بل في قدرتها على نقل المعلومات إلى جمهور أوسع من خلال الإنتاج الغزير.ويُعتبر هذا الحدث واسع النطاق بسبب تأثيره الاجتماعي - باعتباره قوة دمقرطة.
غالبًا ما يُنظر إلى المطبعة باعتبارها النظير التاريخي للإنترنت.
بعد تطوير الإنترنت في عام 1969، ظل استخدامه مُقتصراً على الاتصالات بين العلماء وداخل الحكومة، على الرغم من أن استخدام البريد الإلكتروني اكتسب شعبية بين أولئك الذين لديهم إمكانية الوصول إليه، ولم يصبح وسيلة شائعة للتواصل إلا في تسعينيات القرن العشرين. في عام 1993، فتحت الحكومة الفيدرالية الأمريكية الإنترنت للتجارة، وشكل إنشاء لغة توصيف النص الفائق HTML الأساس لإمكانية الوصول العالمية.

### الابتكارات الرئيسية
لقد لعبت شبكة الإنترنت دوراً حاسماً في الحياة الحديثة باعتبارها سِمة مميزة لمعظم الأسر الغربية، وكانت أساسية في إضفاء الطابع الديمقراطي على المعرفة. لا يُعد الانترنت فقط الابتكار الأكثر أهمية حتى الآن، بل إنه سمح للمستخدمين أيضًا باكتساب المعرفة والوصول إلى تقنيات أخرى. يُمكن للمستخدمين التعرف على التطورات الجديدة بشكل أسرع، وشراء المنتجات عالية التقنية التي يتم تسويقها فقط للخبراء المعترف بهم. وقد زعم البعض أن الحوسبة السحابية لها تأثير كبير من خلال السماح للمستخدمين بقدر أكبر من الحرية من خلال القدرة على التنقل والدفع مقابل الاستخدام.
يتيح نموذج المصدر المفتوح للمستخدمين المشاركة بشكل مباشر في تطوير البرامج، بدلاً من المشاركة غير المباشرة، من خلال المساهمة بالآراء. ومن خلال تشكيله من قبل المستخدم، يصبح التطوير مستجيبًا بشكل مباشر لطلب المستخدم ويمكن الحصول عليه مجانًا أو بتكلفة منخفضة. وفي اتجاه مماثل، جعل لوح التطوير الإلكتروني «آردوينو» و littleBits الإلكترونيات أكثر سهولة للوصول إليها بالنسبة للمستخدمين من جميع الخلفيات والأعمار. وقد أصبح تطوير الطابعات ثلاثية الأبعاد لديه القدرة على إضفاء الطابع الديمقراطي على الإنتاج بشكل متزايد.